# Frederick William Faber
Frederick William Faber   (Calverley, 28 de juny de 1814 - Londres, 26 de setembre de 1863) va ser un famós himnista i teòleg anglès que es va convertir de l'Església d'Anglaterra al catolicisme romà el 1845. Més tard va ser ordenat sacerdot catòlic el 1847. La seva obra més famosa és l'himne "La fe dels nostres pares".

## Biografia

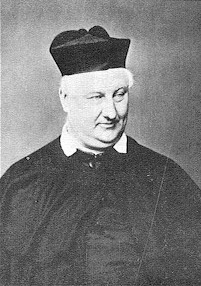
Faber c. 1850

Faber va néixer a Calverley el 28 de juny de 1814, a la llavors parròquia de Calverley, West Riding de Yorkshire, on el seu avi, Thomas Faber, hi era ministre. El seu oncle, el teòleg George Stanley Farber, va ser un escriptor prolífic.
Faber va assistir a la Bishop Auckland Grammar School al comtat de Durham durant un temps curt, però va passar la major part de la seva infància a Westmoreland. Posteriorment va assistir a les escoles de Harrow i Shrewsbury, i el 1832 va ingressar al Balliol College d'Oxford. El 1834 va guanyar una beca a la Universitat, i es va graduar el 1836 amb honors de segona classe en humanitats.  Aquell mateix any va guanyar el premi Neudigate per un poema sobre "Els cavallers de Sant Joan", que va rebre elogis especials de John Keble. Entre els seus amics universitaris hi havia Arthur Penrhyn Stanley i Roundell Palmer, primer comte de Selborne. Després de graduar-se, va ser escollit com a acadèmic universitari.
La família de Faber era d'ascendència hugonota i mantenia una adhesió ferma a les creences calvinistes. En arribar a la Universitat d'Oxford, Faber es va veure exposat a la predicació anglo-catòlica del Moviment d'Oxford, una corrent emergent dins de l'Església d'Anglaterra. Un dels principals defensors d'aquest moviment era John Henry Newman, reconegut predicador i vicari de l'Església Universitària de Santa Maria la Verge.
Faber va experimentar un intens conflicte interior a causa de la confrontació entre les seves conviccions calvinistes i les noves perspectives religioses que descobria. Per mitigar aquesta tensió, acostumava a passar llargues temporades al Lake District, on es dedicava a la composició poètica. En aquest entorn, va establir una estreta amistat amb el poeta William Wordsworth.
Finalment, Faber va renunciar als principis calvinistes que havia sostingut durant la seva joventut i es va convertir en un seguidor entusiasta de Newman. L'any 1837, va conèixer George Smythe, amb qui va desenvolupar un vincle profund. Diversos estudis acadèmics han assenyalat la presència de tendències homoeròtiques en els escrits de Faber, especialment en relació amb aquesta i altres amistats amb persones del mateix sexe.

## Ministeri anglicà
Faber va ser ordenat sacerdot a l'Església d'Anglaterra l'any 1839, després del qual va exercir com a tutor durant un període de temps.
El 1843, va acceptar el càrrec de rector en una església situada a Elton, que en aquell moment pertanyia a Huntingdonshire, però que actualment forma part de Cambridgeshire.
Com a primer acte en l'exercici del seu ministeri, Faber va viatjar a Roma amb l'objectiu d'adquirir coneixements sobre les pràctiques pastorals més adequades. Un cop establert a la seva parròquia, va introduir diverses tradicions pròpies del catolicisme, com la celebració de dies festius, la pràctica de la confessió i la devoció al Sagrat Cor.
Tanmateix, la seva tasca es va veure dificultada per la notable presència metodista a la zona. A més, els Dissidents assistien massivament als seus serveis religiosos cada diumenge amb la finalitat de qüestionar i oposar-se a la direcció de l'Església Alta cap a la qual Faber orientava la seva congregació.

## Ministeri catòlic romà

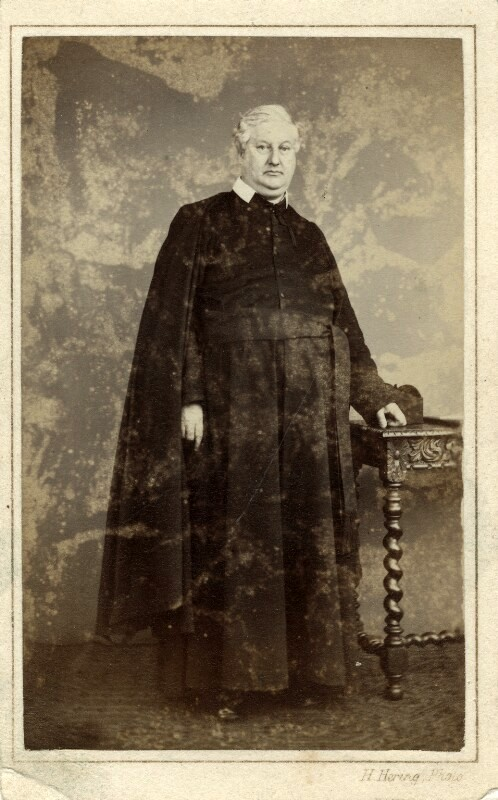
Faber c. 1860

Després d'un prolongat conflicte intern, la decisió de Faber de deixar Elton per seguir John Henry Newman i unir-se a l'Església Catòlica no va causar sorpresa entre els qui el coneixien. El novembre de 1845, va ser formalment rebut en la comunió catòlica pel bisbe William Wareing de Northampton. En aquest procés, el van acompanyar onze homes que formaven part de la petita comunitat que havia establert a Elton.
Després de la seva conversió, Faber i els seus seguidors es van establir a Birmingham, on van organitzar-se de manera informal com una comunitat religiosa, adoptant el nom de "Germans de la Voluntat de Déu"
Aquesta iniciativa va rebre el suport del comte de Shrewsbury, qui els va concedir l'ús de Cotton Hall, a Staffordshire. En un breu període de temps, la comunitat va iniciar la construcció d'una nova església dedicada a Sant Guifré, el seu patró, segons un disseny de l'arquitecte eclesiàstic Augustus Pugin. A més, van establir una escola destinada a l'educació dels infants de la zona, la qual, en aquell moment, comptava amb molt pocs catòlics, més enllà de la llar del comte.
Els intensos esforços d'aquest projecte van afectar greument la salut de Faber, fins al punt que la seva condició es va considerar crítica i va rebre els últims sagraments. No obstant això, es va recuperar i, posteriorment, va ser ordenat sacerdot catòlic, celebrant la seva primera missa el 4 d'abril de 1847. Durant la seva malaltia, Faber havia desenvolupat una profunda devoció a la Mare de Déu, la qual el va portar a traduir a l'anglès l'obra clàssica de Louis de Montfort, True Devotion to Mary.

### L'Oratori
Faber, influït per Newman, es va sentir especialment atret per la forma de vida de l'Oratori de Sant Felip Neri, caracteritzada per una estructura d'autoritat descentralitzada i una major flexibilitat en la vida quotidiana en comparació amb els instituts religiosos tradicionals.
No obstant això, la seva decisió d'adoptar aquest model va generar tensions. El comte de Shrewsbury, qui havia finançat generosament la construcció d'una nova parròquia per a la comunitat, es va sentir traït per la rapidesa amb què Faber i els seus seguidors van prendre aquest nou rumb.
A més, els membres de la comunitat, coneguts com els Guifredians, desitjaven portar un hàbit religiós tradicional, fet que va causar malestar entre les antigues famílies catòliques d'Anglaterra. Aquestes famílies, que havien sobreviscut a segles de persecució gràcies a una actitud discreta, consideraven que aquesta vestimenta podia atreure una atenció no desitjada. Davant d'aquestes dificultats, Newman va suggerir traslladar la comunitat a una altra ubicació fora de Birmingham, proposant Londres com la destinació més adequada.
El 1849, es va establir una comunitat de l'Oratori a Londres, al carrer Guillem IV.
Posteriorment, l'11 d'octubre de 1850, coincidint amb la festa de Sant Guifré, aquesta comunitat va obtenir autonomia, i Faber en va ser elegit el primer prévôt, càrrec que va exercir fins a la seva mort.
Poc després, la salut de Faber es va deteriorar novament, i els metges li van recomanar que es traslladés a un clima més càlid. Va intentar un viatge a Terra Santa, però es va veure obligat a interrompre'l, optant en canvi per un recorregut per Malta i Itàlia. Mentrestant, la comunitat encara no disposava d'una seu estable, fet que es va solucionar el setembre de 1852 amb l'elecció d'un terreny a Brompton per establir-hi l'oratori. Malgrat la forta oposició pública a la seva presència, la comunitat va continuar amb la construcció del nou centre religiós.

## Darrers anys
Faber mai va gaudir d'una salut robusta. Durant anys, va patir una malaltia que finalment va ser diagnosticada com la malaltia de Bright, una afecció renal que acabaria sent fatal. Malgrat la seva delicada condició, va mantenir una intensa activitat intel·lectual i pastoral, publicant diverses obres teològiques i editant Les vides oratòries dels sants. 
Faber va morir el 26 de setembre de 1863, i el seu funeral es va celebrar el 30 de setembre. Inicialment, va ser enterrat al cementiri de Santa Maria de Sydenham, situat aleshores a Kent, que servia com a casa de retir per a l'Oratori de Brompton. No obstant això, el 1952, les seves restes van ser traslladades al Brompton Oratori de Londres, després que Santa Maria fos requisada pel Consell del Comtat de Londres.
Elizabeth Bowden va donar a l'Oratori la capella de Sant Guifré en memòria de Faber, atès que aquest havia tingut una gran devoció per aquest sant. De fet, en ingressar a l'Oratori, va prendre el nom d'aquest i va triar la seva festivitat per a la fundació formal de la comunitat de Londres. Les seves restes van ser dipositades en una volta situada davant de l'altar, la qual està coberta per una llosa de marbre amb una inscripció commemorativa
Faber era oncle avi de Geoffrey Faber, cofundador de l'editorial Faber and Gwyer, que posteriorment es convertiria en Faber and Faber, una de les editorials més influents en la publicació d'obres literàries i religioses.
En l'àmbit musical, Faber va publicar diversos himnaris, entre els quals destaca Jesús i Maria (1849), que reflecteix profundament la seva teologia mariana. Com a escriptor catòlic, es va oposar a determinades concepcions protestants, com la idea d'una salvació automàtica dels cristians per la mort de Crist, fet que es manifesta en el seu himne O Turn to Jesus, Mother turn. Així mateix, va defensar la importància de Maria en la fe cristiana, en contrast amb la percepció d'ella com un simple personatge històric, tal com s'evidencia en el seu himne Mare de Misericòrdia, dia a dia.

## Himnes

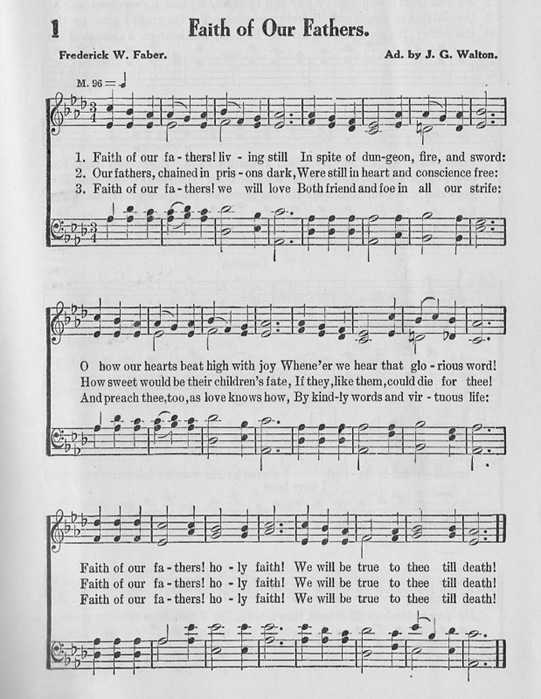
"La fe dels nostres pares", de Frederick William Faber

Entre els himnes més coneguts de Faber es troben:
- "Estimat Àngel, sempre al meu costat, com has de ser amorós" Un himne a l'àngel de la guarda
- "Estimat Guardià de Maria"
- " Faith of Our Fathers " Aquest himne tenia originalment dues versions, anglesa i irlandesa, però es canta més comunament als anglesos amb una lleugera alteració
- "Salve, sant Josep, salve" Un dels himnes més populars a sant Josep
- "Tin pietat de nosaltres Déu Altíssim" Himne a la Santíssima Trinitat. El més famós es va posar al mateix aire que "L'estrella del comtat de Down"
- "Estava errant i cansat"
- "Jesús el Salvador més amable, Déu del poder i del poder" Un himne per a la Sagrada Comunió
- "Jesús és Déu, les bandes glorioses" (n. 298, The Church Hymn Book (1872)), escrit el 1862
- "Jesús meu Senyor, meu Déu, el meu tot!" Un himne d'acció de gràcies després de la Sagrada Comunió
- "Com l'alba del matí" nadala d'Advent que descriu l'alegria de l'expectativa de Maria de l'Infant Jesús
- "Mare de misericòrdia, dia a dia" (1849) Un himne marià sobre la importància de la devoció mariana
- "Déu meu, que meravellós ets"  (1849) Un himne al Pare Etern
- "Oh Sant Josep"
- "Oh Jesús, Jesús, estimat Senyor" (1848)
- "Oh Mare, podria plorar per l'alegria! L'alegria omple el meu cor tan ràpid" Un himne a Maria Immaculada
- "Oh paradís! Oh paradís" (1849)
- "Oh més pura de les criatures, dolça mare, dolça donzella" Un himne a Maria, estrella del mar. Traduït a la llengua gaèlica escocesa, on és cantada amb la mateixa melodia, per l'icònic poeta Fr. Allan MacDonald (1859-1905) d' Eriskay .
- "Oh, vine a plorar amb mi una estona" (1849) Himne de la Passió amb èmfasi en Maria
- "Oh, torni a Jesús, torni mare" Un himne que crida a Maria per l'ajuda de les Santes Ànimes del Purgatori
- "Oh, regal de regals" (1848)
- "Dolç Salvador, beneïu-nos abans de marxar"
- "Hi ha una amplitud en la misericòrdia de Déu" (també coneguda com "Ànimes dels homes, per què us disperseu?")
- "La grandesa de Déu"
- "La voluntat de Déu/la santa voluntat de Déu"

Faber era un ferm defensor del cant congregacional i va escriure els seus himnes en un moment en què la població anglesa, en general, començava a recuperar aquesta pràctica després d'un període de restricció imposat per l'anglicanisme de l'Església Baixa. Com a catòlic, Faber va ampliar el repertori d'himnes eclesiàstics adequats per al cant comunitari i va fomentar activament aquesta tradició dins de la litúrgia catòlica.
Hem de recordar que, si tots els homes manifestament bons es trobessin en un bàndol i tots els manifestament dolents en l'altre, no hi hauria perill que ningú, i menys encara els elegits, fos enganyat per prodigis mentiders.
Són els homes bons —aquells que un dia foren bons, i que esperem que encara ho siguin— els qui hauran de dur a terme l'obra de l'Anticrist i, amb tristesa infinita, crucificar novament el Senyor…
Tingueu present aquest tret dels darrers temps: que aquest engany neix del fet que els homes bons es troben en el bàndol equivocat.

— Pare Frederick Faber, Devoció a l'Església, p. 27

## Obres
A més de molts pamflets i traduccions, Faber va publicar les obres següents:
- El nenúfar de Cherwell i altres poemes (1840)
- Atraccions i pensaments a les esglésies estrangeres i entre persones estrangeres (1842)
- Sir Lancelot: A Legend of the Middle Ages (poema de llibre, 1842; edició revisada, 1857)
- El llac d'Estíria i altres poemes (1842)
- El rosari i altres poemes (1845)
- Un assaig sobre la beatificació, la canonització i la congregació de ritus (1848)
- Tot per Jesús, o els camins fàcils de l'amor diví (1853)
- El creixement en la santedat o el progrés de la vida espiritual (1854)
- El Santíssim Sagrament, o les obres i camins de Déu (1855)
- Poemes (1856)
- El creador i la criatura, o les meravelles de l'amor diví (1857)
- El peu de la creu o els dolors de Maria (1858)
- Conferències espirituals (1859)
- La preciosa sang o el preu de la nostra salvació (1860)
- Betlem (1860)
- Devoció a l'Església[12]
- Notes sobre temes doctrinals i espirituals (2 volums, 1866)